# Third Album
Albums de The Jackson 5
ABC
(1970) The Jackson 5 Christmas Album
(1970)
Singles
Third Album est le troisième album du groupe The Jackson 5, sorti sous le label Motown le 8 septembre 1970. 
L'album a atteint la quatrième place au Billboard 200 et la première place au « R&B album charts ». Il se vend au total à six millions d'exemplaires à travers le monde.

## Titres
1. I'll Be There - Berry Gordy / Bob West / Hal Davis / Willie Hutch - 3:59
2. Ready or Not Here I Come (Can't Hide from Love) - Thom Bell / William Hart - 2:34
3. Oh How Happy - Chuck Hatcher - 2:16
4. Bridge Over Troubled Water - Paul Simon - 5:52
5. Can I See You in the Morning - Deke Richards - 3:09
6. Goin' Back to Indiana - The Corporation - 3:32
7. How Funky Is Your Chicken - Lester Carr / Richard Hutch / Willie Hutch - 2:41
8. Mama's Pearl - The Corporation - 3:09
9. Reach In - Beatrice Verdi - 3:28
10. The Love I Saw in You Was Just a Mirage - Smokey Robinson - 4:22
11. Darling Dear - George Gordy / Robert Gordy - 2:40